# Lekkoatletyka na Letnich Igrzyskach Olimpijskich 1992
Lekkoatletyka na Letnich Igrzyskach Olimpijskich 1992 – zawody lekkoatletyczne podczas igrzysk w Barcelonie odbywały się na Estadi Olímpic Lluís Companys od 31 lipca do 9 sierpnia 1992 roku.

## Rezultaty

### Mężczyźni
| Konkurencja:                              | 1. miejsce | Rezultat   | 2. miejsce                                                                                       | Rezultat  | 3. miejsce | Rezultat  |
| Bieg na 100 m (szczegóły)                 | Linford Christie | 9,96       | Frankie Fredericks                                                                               | 10,02     | Dennis Mitchell | 10,04     |
| Bieg na 200 m (szczegóły)                 | Michael Marsh | 20,01      | Frankie Fredericks                                                                               | 20,13     | Michael Bates | 20,38     |
| Bieg na 400 m (szczegóły)                 | Quincy Watts | 43,50      | Steve Lewis                                                                                      | 44,21     | Samson Kitur | 44,24     |
| Bieg na 800 m (szczegóły)                 | William Tanui | 1:43,66    | Nixon Kiprotich                                                                                  | 1:43,70   | Johnny Gray | 1:43,97   |
| Bieg na 1500 m (szczegóły)                | Fermín Cacho | 3:40,12    | Raszid al-Basir                                                                                  | 3:40,62   | Muhammad Sulajman | 3:40,69   |
| Bieg na 5000 m (szczegóły)                | Dieter Baumann | 13:12,52   | Paul Bitok                                                                                       | 13:12,71  | Fita Bayisa | 13:13,03  |
| Bieg na 10 000 m (szczegóły)              | Chalid Skah | 27:46,70   | Richard Chelimo                                                                                  | 27:47,72  | Addis Abebe | 28:00,07  |
| Bieg maratoński (szczegóły)               | Hwang Young-cho | 2:13:23    | Kōichi Morishita                                                                                 | 2:13:45   | Stephan Freigang | 2:14:00   |
| Bieg na 110 m przez płotki (szczegóły)    | Mark McKoy | 13,12      | Tony Dees                                                                                        | 13,24     | Jack Pierce | 13,26     |
| Bieg na 400 m przez płotki (szczegóły)    | Kevin Young | 46,78 WR   | Winthrop Graham                                                                                  | 47,66     | Kriss Akabusi | 47,82     |
| Bieg na 3000 m z przeszkodami (szczegóły) | Matthew Birir | 8:08,84    | Patrick Sang                                                                                     | 8:09,55   | William Mutwol | 8:10,74   |
| Sztafeta 4 × 100 m (szczegóły)            | Stany Zjednoczone · Michael Marsh · Leroy Burrell · Dennis Mitchell · Carl Lewis · James Jett (el.)                           | 37,40 WR   | Nigeria · Oluyemi Kayode · Chidi Imoh · Olapade Adeniken · Davidson Ezinwa · Osmond Ezinwa (el.) | 37,98     | Kuba · Andrés Simón · Joel Lamela · Joel Isasi · Jorge Aguilera                                                            | 38,00     |
| Sztafeta 4 × 400 m (szczegóły)            | Stany Zjednoczone · Andrew Valmon · Quincy Watts · Michael Johnson · Steve Lewis · Darnell Hall (el.) · Charles Jenkins (el.) | 2:55,74 WR | Kuba · Lázaro Martínez · Héctor Herrera · Norberto Téllez · Roberto Hernández                    | 2:59,51   | Wielka Brytania · Roger Black · David Grindley · Kriss Akabusi · John Regis · Du’aine Ladejo (el.) · Mark Richardson (el.) | 2:59,73   |
| Chód na 20 km (szczegóły)                 | Daniel Plaza | 1:21:25    | Guillaume Leblanc                                                                                | 1:22:25   | Giovanni De Benedictis | 1:23:11   |
| Chód na 50 km (szczegóły)                 | Andriej Pierłow | 3:50:13    | Carlos Mercenario                                                                                | 3:52:09   | Ronald Weigel | 3:53:45   |
| Skok wzwyż (szczegóły)                    | Javier Sotomayor | 2,34       | Patrik Sjöberg                                                                                   | 2,34      | Hollis Conway Tim Forsyth Artur Partyka                                                                                    | 2,34      |
| Skok o tyczce (szczegóły)                 | Maksim Tarasow | 5,80       | Igor Trandienkow                                                                                 | 5,80      | Javier García | 5,75      |
| Skok w dal (szczegóły)                    | Carl Lewis | 8,67       | Mike Powell                                                                                      | 8,64      | Joe Greene | 8,34      |
| Trójskok (szczegóły)                      | Mike Conley | 18,17w     | Charles Simpkins                                                                                 | 17,60     | Frank Rutherford | 17,36     |
| Pchnięcie kulą (szczegóły)                | Mike Stulce | 21,70      | Jim Doehring                                                                                     | 20,96     | Wiaczesław Łycho | 20,94     |
| Rzut dyskiem (szczegóły)                  | Romas Ubartas | 65,12      | Jürgen Schult                                                                                    | 64,94     | Roberto Moya | 64,12     |
| Rzut młotem (szczegóły)                   | Andriej Abduwalijew | 82,54      | Ihar Astapkowicz                                                                                 | 81,96     | Igor Nikulin | 81,38     |
| Rzut oszczepem (szczegóły)                | Jan Železný | 89,66      | Seppo Räty                                                                                       | 86,60     | Steve Backley | 83,38     |
| Dziesięciobój (szczegóły)                 | Robert Změlík | 8611 pkt.  | Antonio Peñalver                                                                                 | 8412 pkt. | Dave Johnson | 8309 pkt. |

### Kobiety
| Konkurencja:                           | 1. miejsce | Rezultat  | 2. miejsce | Rezultat  | 3. miejsce                                                                               | Rezultat  |
| Bieg na 100 m (szczegóły)              | Gail Devers | 10,82     | Juliet Cuthbert | 10,83     | Irina Priwałowa                                                                          | 10,84     |
| Bieg na 200 m (szczegóły)              | Gwen Torrence | 21,81     | Juliet Cuthbert | 22,02     | Merlene Ottey                                                                            | 22,09     |
| Bieg na 400 m (szczegóły)              | Marie-José Pérec | 48,83     | Olha Bryzhina | 49,05     | Ximena Restrepo                                                                          | 49,64     |
| Bieg na 800 m (szczegóły)              | Ellen van Langen | 1:55,54   | Lilija Nurutdinowa | 1:55,99   | Ana Fidelia Quirot                                                                       | 1:56,80   |
| Bieg na 1500 m (szczegóły)             | Hassiba Boulmerka | 3:55,30   | Ludmiła Rogaczowa | 3:56,91   | Qu Yunxia                                                                                | 3:57,08   |
| Bieg na 3000 m (szczegóły)             | Jelena Romanowa | 8:46,04   | Tetiana Samolenko | 8:46,85   | Angela Chalmers                                                                          | 8:47,22   |
| Bieg na 10 000 m (szczegóły)           | Derartu Tulu | 31:06,02  | Elana Meyer | 31:11,75  | Lynn Jennings                                                                            | 31:19,89  |
| Bieg maratoński (szczegóły)            | Walentina Jegorowa | 2:32:41   | Yūko Arimori | 2:32:49   | Lorraine Moller                                                                          | 2:33:59   |
| Bieg na 100 m przez płotki (szczegóły) | Wula Patulidu | 12,64     | LaVonna Martin | 12,69     | Jordanka Donkowa                                                                         | 12,70     |
| Bieg na 400 m przez płotki (szczegóły) | Sally Gunnell | 53,23     | Sandra Farmer-Patrick | 53,69     | Janeene Vickers                                                                          | 54,31     |
| Sztafeta 4 × 100 m (szczegóły)         | Stany Zjednoczone · Evelyn Ashford · Esther Jones · Carlette Guidry-White · Gwen Torrence · Michelle Finn (el.)            | 42,11     | WNP · Olga Bogosłowska · Galina Malczugina · Marina Trandienkowa · Irina Priwałowa                                             | 42,16     | Nigeria · Beatrice Utondu · Faith Idehen · Christy Opara-Thompson · Mary Onyali-Omagbemi | 42,81     |
| Sztafeta 4 × 400 m (szczegóły)         | WNP · Jelena Ruzina · Ludmyła Dżyhałowa · Olga Nazarowa · Olha Bryzhina · Lilija Nurutdinowa (el.) · Marina Szmonina (el.) | 3:20,20   | Stany Zjednoczone · Natasha Kaiser · Gwen Torrence · Jearl Miles · Rochelle Stevens · Denean Hill (el.) · Dannette Young (el.) | 3:20,92   | Wielka Brytania · Phylis Smith · Sandra Douglas · Jennifer Stoute · Sally Gunnell        | 3:24,23   |
| Chód na 10 km (szczegóły)              | Chen Yueling | 44:32     | Jelena Nikołajewa | 44:33     | Li Chunxiu                                                                               | 44:41     |
| Skok wzwyż (szczegóły)                 | Heike Henkel | 2,02      | Alina Astafei | 2,00      | Ioamnet Quintero                                                                         | 1,97      |
| Skok w dal (szczegóły)                 | Heike Drechsler | 7,14      | Inesa Kraweć | 7,12      | Jackie Joyner-Kersee                                                                     | 7,07      |
| Pchnięcie kulą (szczegóły)             | Swietłana Kriwielowa | 21,06     | Huang Zhihong | 20,47     | Kathrin Neimke                                                                           | 19,78     |
| Rzut dyskiem (szczegóły)               | Maritza Martén | 70,06     | Cwetanka Christowa | 67,78     | Daniela Costian                                                                          | 66,24     |
| Rzut oszczepem (szczegóły)             | Silke Renk | 68,34     | Natalja Szykolenko | 68,26     | Karen Forkel                                                                             | 66,86     |
| Siedmiobój (szczegóły)                 | Jackie Joyner-Kersee | 7044 pkt. | Irina Biełowa | 6845 pkt. | Sabine Braun                                                                             | 6649 pkt. |